# Nurlati járás

A Nurlati járás Tatárföldön

A Nurlati járás (oroszul Нурлатский район, tatárul Норлат районы, csuvas nyelven Нурлат районĕ) Oroszország egyik járása Tatárföldön. Székhelye Nurlat.

## Népesség
- 2010-ben 60 120 lakosa volt, melyből 31 114 tatár, 15 186 csuvas, 12 979 orosz, 138 mordvin, 97 ukrán, 49 baskír, 15 mari, 8 udmurt.